# 위세성

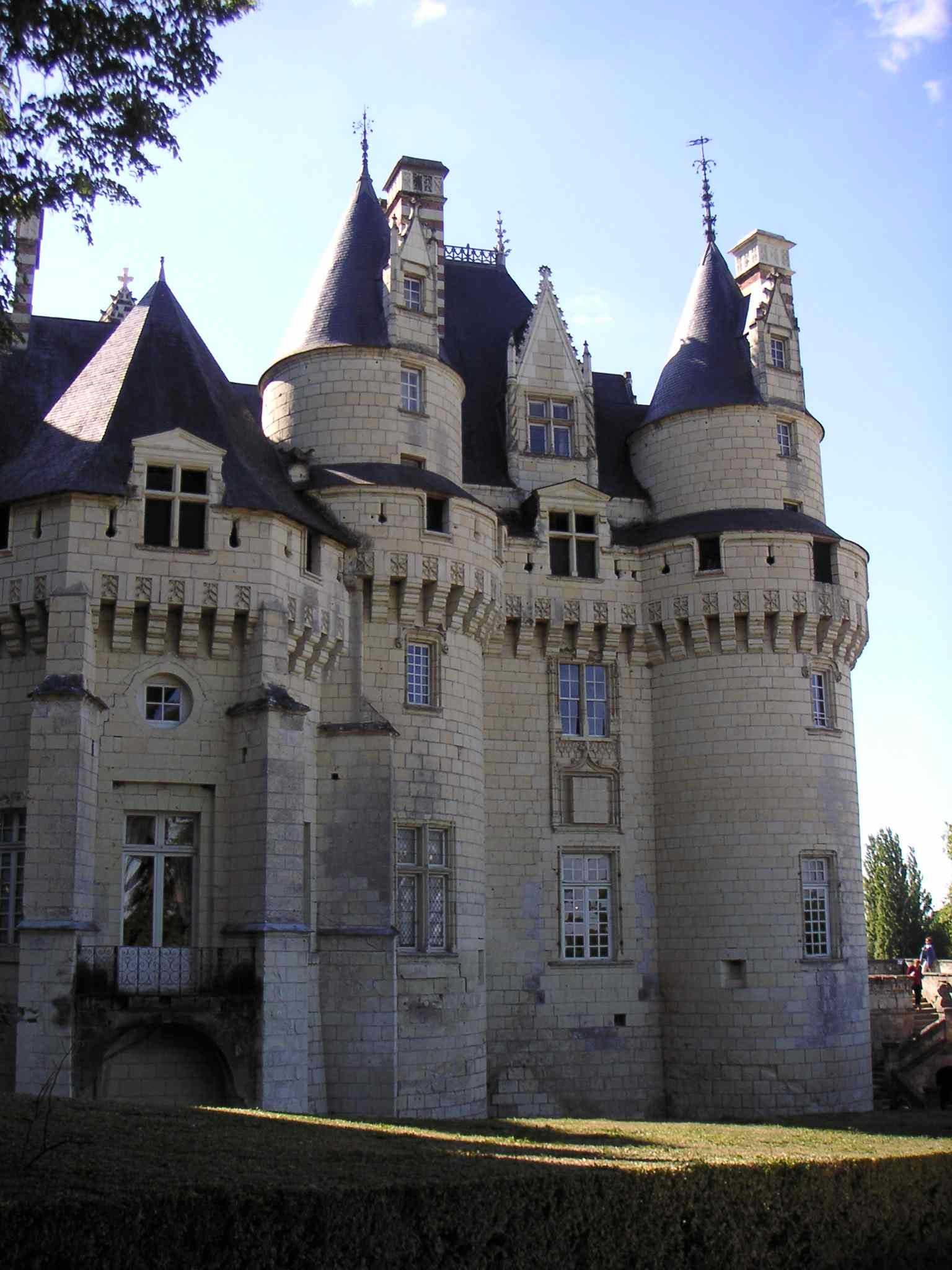
위세 성의 탑들

위세성(프랑스어: Château d'Ussé)은 프랑스 앵드르에루아르주 리그니위세에 위치한 성이다. 11세기 블루아 백작을 위한 요새로, 처음 성은 앵드르 계곡을 바라보는 쉬농 숲의 가장자리에 높은 테라스 위에 세워졌다.

위세 성 - Château d'Ussé
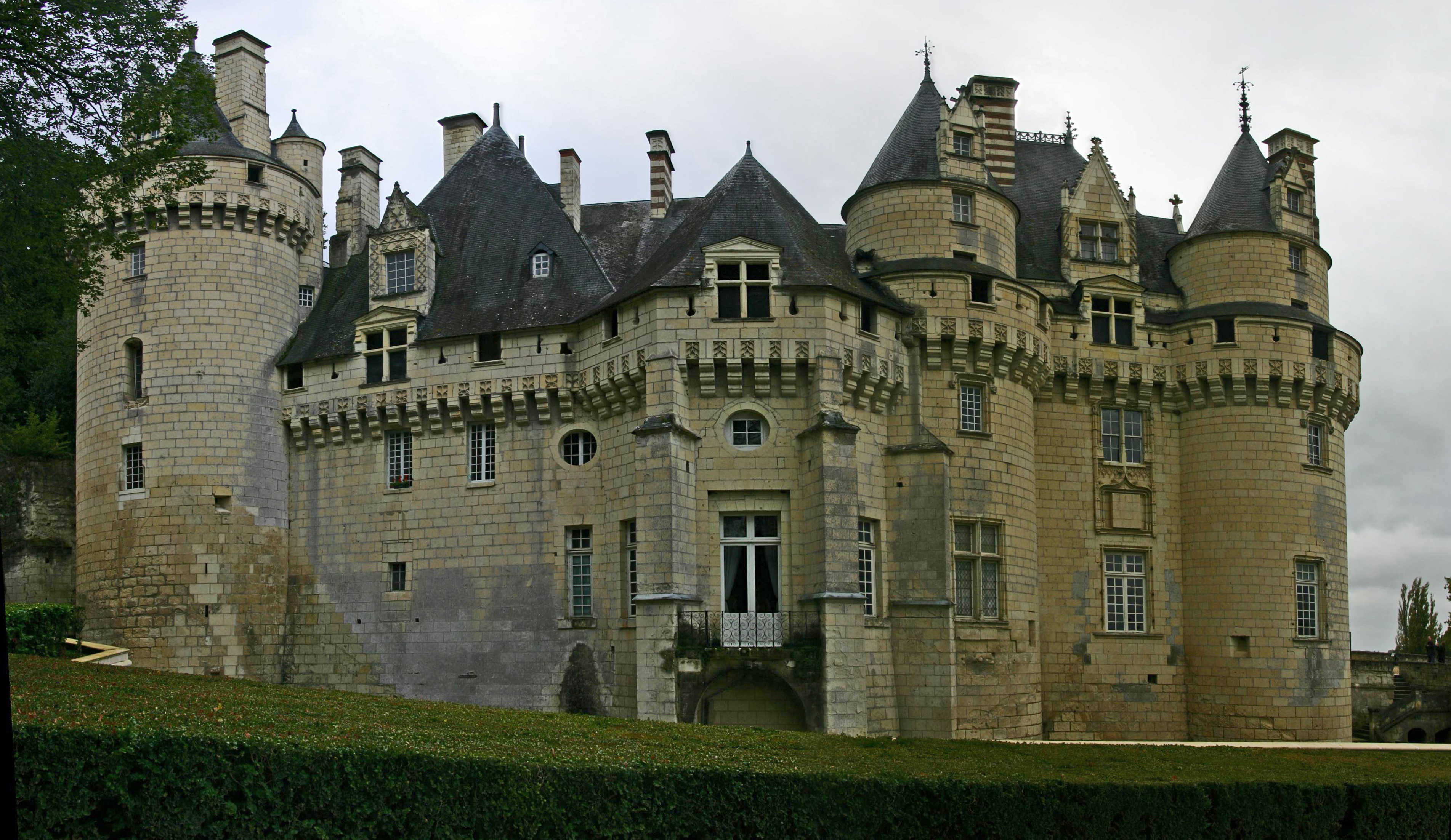
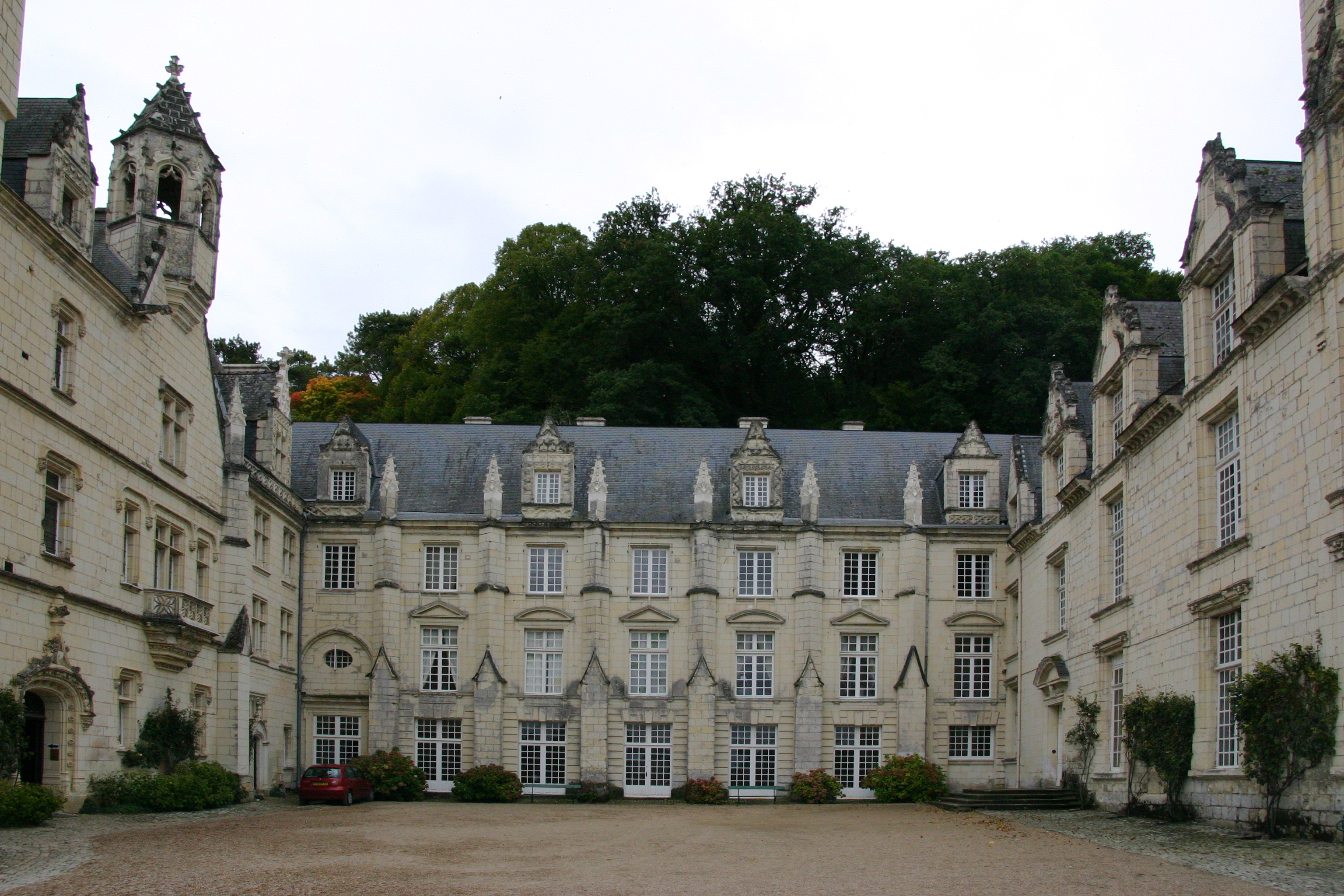
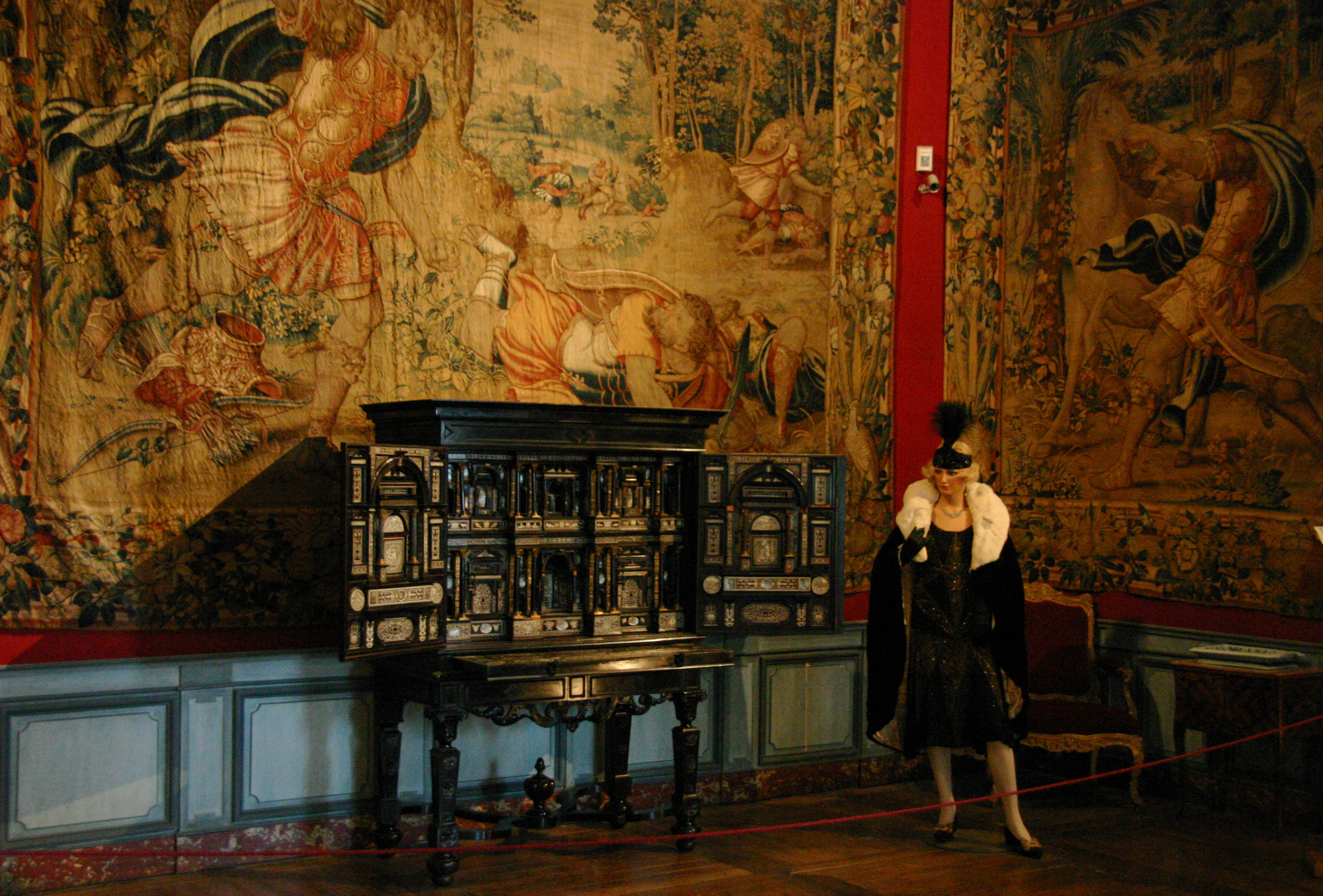
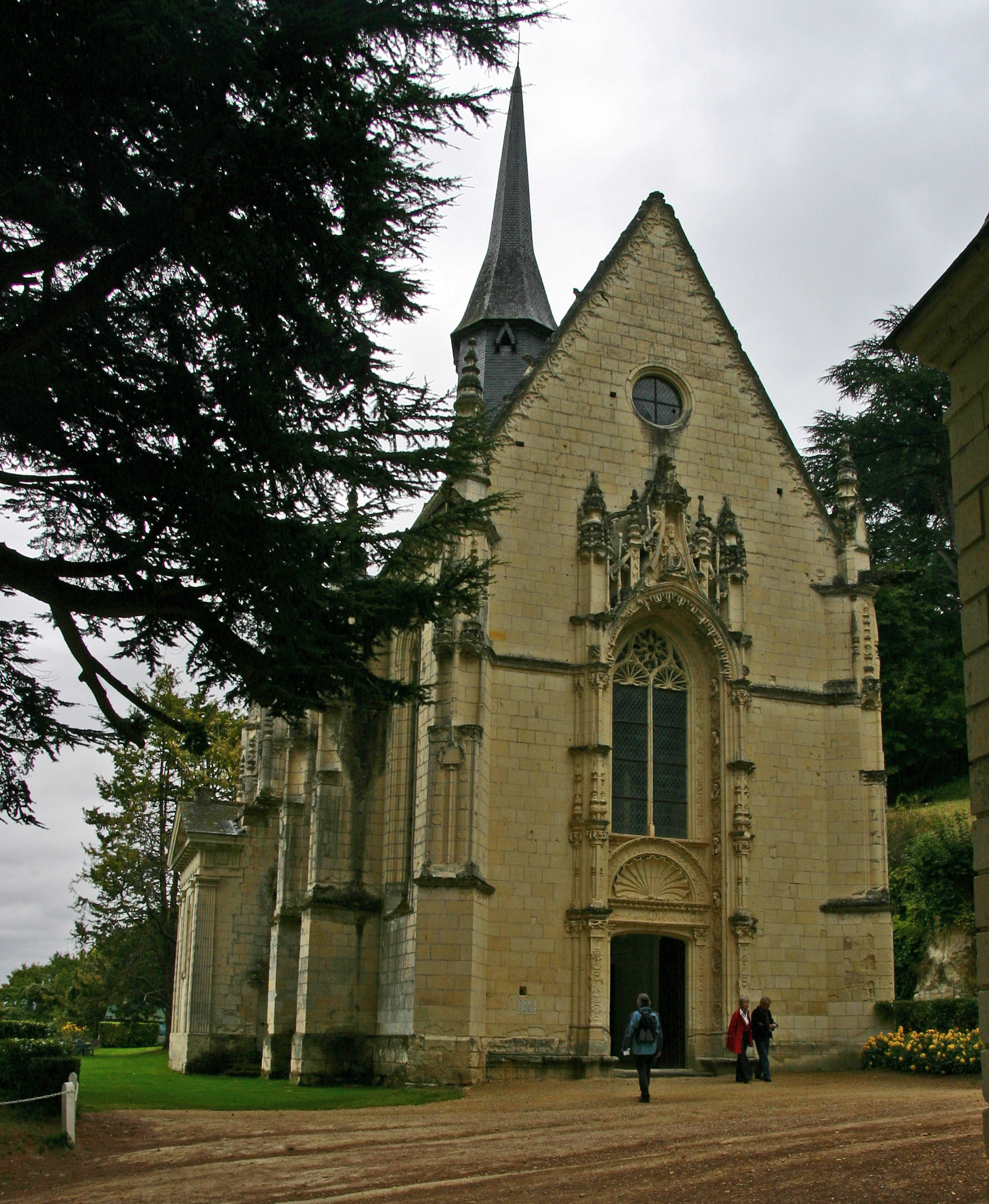

## 참고
샤를 페로의 동화, 잠자는 숲속의 공주에서 위세 성이 배경 이미지로 사용되었다.